# Чириков, Альберт Алексеевич
Альберт Алексеевич Чириков (род. 16 августа 1969, пос. Койташ (ныне Галляаральский район), Самаркандская область, Узбекистан) — Гвардии полковник ВС РФ, участник Первой чеченской войны, Герой Российской Федерации (1996). Во время Первой чеченской войны — начальник штаба парашютно-десантного батальона 337-го гвардейского ордена Александра Невского парашютно-десантного полка 104-й гвардейской Краснознамённой ордена Кутузова 2-й степени воздушно-десантной дивизии, ныне в запасе.

## Биография
Родился 16 августа 1969 года в посёлке Койташ ныне Галляаральского района Самаркандской области Республики Узбекистан. Русский. Окончил астраханскую среднюю школу № 2 в 1986 году.
В Вооружённых силах СССР с августа 1986 года. В 1990 году окончил Рязанское дважды Краснознамённое высшее воздушно-десантное командное училище имени Ленинского комсомола. Служил в 337-м гвардейском парашютно-десантном полку 104-й гвардейской воздушно-десантной дивизии Воздушно-десантных войск (Азербайджанская ССР, в 1993 году передислоцирована в Ульяновск): командир взвода, с 1992 года — командир парашютно-десантной роты, с 1995 года — начальник штаба парашютно-десантного батальона.
Указом Президента Российской Федерации от 19 октября 1996 года за мужество и героизм, проявленные при выполнении воинского долга, капитану Чирикову Альберту Алексеевичу присвоено звание Героя Российской Федерации.